# آماتونی
آماتونی، خاندانی ارمنی بودند که پس از سده چهارم میلادی در ناحیه آرتاز، میان دریاچه وان و ارومیه، به مرکزیت شورسن (ماکوی امروزی) و پس از آن آراگاکتون، در غرب دریاچه سوان، به مرکزیت دژ اوشاکان حکومت کرده‌اند.